# The Summit League
The Summit League, o The Summit, è un NCAA Division I Intercollegiate Athletic Conference con la sua appartenenza per lo più situato nel Midwest degli Stati Uniti da Illinois nella zona est del fiume Mississippi al Dakota e Nebraska a ovest, con i membri supplementari nel occidentale stato del Colorado e stato meridionale dell'Oklahoma. Fondata come Association of Mid-Continent Universities nel 1982, è stata rinominata Mid-Continent Conference nel 1989, poi di nuovo come Summit League il 1º giugno 2007. La sede della lega è a Sioux Falls, South Dakota.
La composizione attualmente è composta da nove membri più quattro membri associati. L'Università del Missouri-Kansas City è tornata come membro dopo un'assenza di sette anni con il nuovo nome di Kansas City Roos nel 2020. Un totale di 32 scuole sono state membri; l'ultimo membro fondatore rimasto alla conferenza, la Western Illinois University, è partito per la Ohio Valley Conference nel 2023, anche se la sua squadra di calcio maschile giocherà nella Summit League nella stagione dell'autunno 2023 prima di entrare a far parte dell'OVC nel 2024.

## Membri attuali
- Denver Pioneers
- Kansas City Roos
- Omaha Mavericks
- North Dakota Fighting Hawks
- North Dakota State Bison
- Oral Roberts Golden Eagles
- St. Thomas Tommies
- South Dakota Coyotes
- South Dakota State Jackrabbits

## Membri associati
- Drake Bulldogs (tennis maschile)
- Eastern Illinois Panthers (nuoto e tuffi maschile e femminile)
- Illinois State Redbirds (tennis maschile)
- Lindenwood Lions (nuoto e tuffi maschile e femminile)
- Northern Colorado Bears (baseball)
- Southern Indiana Screaming Eagles (nuoto e tuffi maschile e femminile)
- Western Illinois Leathernecks (calcio maschile; solo 2023-24)